# Ufficio dei trasporti della città di Sendai
L'Ufficio dei trasporti della città di Sendai (仙台市交通局?, Sendai-shi Kōtsūkyoku) è una delle imprese pubbliche locali della città di Sendai e gestisce i trasporti pubblici all'interno e nei dintorni della città, nella prefettura di Miyagi. È suddiviso nel "Dipartimento automobilistico", che gestisce l'attività degli autobus di linea, nel "Dipartimento di gestione ferroviaria" e nel "Dipartimento di ingegneria ferroviaria" che gestiscono l'attività della metropolitana.

## Storia
È stata fondata nel 1926 quando la città di Sendai aprì un servizio di tram. Il 21 agosto 1942 iniziarono le operazioni di autobus municipali. Il 31 marzo 1976 tutte le linee tranviarie furono abolite. Il 15 luglio 1987 fu aperta la linea Namboku tra Yaotome e Tomizawa e il 15 luglio 1992 tra Yaotome e Izumi-Chūō. Nel 2007 è iniziata la costruzione della linea metropolitana Tozai.

## Trasporti
- Autobus urbano di Sendai
- Metropolitana di Sendai
  - Linea Namboku
  - Linea Tozai